# Eben Etzebeth
Eben Etzebeth (Città del Capo, 29 ottobre 1991) è un rugbista a 15 sudafricano che gioca nel ruolo di seconda linea con gli Sharks in URC. Ha vinto la Coppa del Mondo di rugby con il Sudafrica nel 2019 e nel 2023.

## Biografia
Formatosi a livello giovanile con Western Province, nel 2011 Etzebeth entrò a far parte della prima squadra, ma non scese mai in campo. Lo stesso anno vinse la Varsity Cup, competizione universitaria sudafricana, con le Ikey Tigers, rappresentativa dell'Università di Città del Capo. Prima ancora di esordire con la squadra provinciale, fu incluso nella rosa della franchigia degli Stormers, con cui debuttò durante il Super Rugby 2012. Nella stessa annata giocò il suo primo incontro di Currie Cup con Western Province, aggiudicandosi la competizione. Divenuto stabilmente titolare in entrambe le formazioni, mancò tutto il Super Rugby 2014 a causa di un infortunio al piede subito in nazionale. Ritornò in tempo per vincere la Currie Cup 2014, della quale giocò, però, solo la prima giornata. Nell'estate 2015, firmò un contratto annuale con la squadra giapponese degli NTT-Docomo Red Hurricanes per disputare la Top League. Tornato in Sudafrica per il Super Rugby 2016, militò per altri quattro anni negli Stomers; saltò, però, tutta la stagione 2018 del Super Rugby a causa di una combinazione di infortuni. A partire dall'annata 2019-2020 gioca in Top 14 con il Tolone, club con il quale ha sottoscritto un contratto biennale.
A livello internazionale, Etzebeth fece parte della selezione under-20 sudafricana che si classificò quinta al Campionato mondiale giovanile di rugby 2011. L'anno successivo il commissario tecnico Heyneke Meyer lo fece esordire nel Sudafrica contro l'Inghilterra nel primo incontro del tour estivo dei britannici; Etzebeth divenne così il più giovane debuttante di sempre in nazionale nel ruolo di seconda linea. Successivamente fu presente in tutti gli altri appuntamenti della stagione internazionale degli Springboks ed, a fine anno, vinse il premio come miglior giovane rugbista sudafricano. Nel 2013 non mancò nessun incontro disputato dalla nazionale; le sue prestazioni gli valsero la candidatura al premio di miglior giocatore IRB dell'anno e la seconda vittoria consecutiva del riconoscimento come miglior giovane del Sudafrica. L'annata internazionale del 2014 lo vide assente solamente nei test-match di giugno a causa di un infortunio. Segnò la sua prima meta in nazionale contro l'Australia nella prima giornata del The Rugby Championship 2015. Convocato per disputare la Coppa del Mondo di rugby 2015, disputò tutti gli incontri della competizione, marcando anche una meta contro l'Argentina nella vittoria che valse il 3º posto finale al Sudafrica. Il successivo cambio di allenatore non vide una diminuzione nel suo utilizzo; Etzebeth, infatti, saltò solo due partite nei due anni sotto la guida tecnica di Allister Coetzee. Nella sfida contro l'Australia, valida come terza giornata del The Rugby Championship 2016 divenne il più giovane Springboks a raggiungere il traguardo delle cinquanta presenze internazionali. L'anno seguente, fu nominato capitano nell'ultimo incontro con la Francia della tournée estiva dei transalpini in sostituzione dell'infortunato Warren Whiteley; mantenne, successivamente, il ruolo di leader nel corso di tutta l'annata. Nel 2018, con la nomina di Rassie Erasmus a commissario tecnico, perse la leadership della nazionale, ma rimase comunque sempre presente nella lista dei convocati. Il 2019 lo vide tornare ad indossare la fascia di capitano unicamente nella sfida alla nazionale australiana nel corso della vittoriosa campagna nel The Rugby Championship. Chiamato nella rosa per giocare la Coppa del Mondo di rugby 2019, mancò solamente la partita contro il Canada tra quelle che portarono gli Springboks ad aggiudicarsi il torneo.
Nell'edizione 2023 rientra nella rosa dei 4 candidati al titolo di miglior giocatore della Coppa del Mondo. Assieme al compagno Pieter-Steph du Toit, eletto miglior giocatore della finale vinta 12-11 contro gli All Blacks, ha costituito una insuperabile seconda linea difensiva.
(EN) Springbok Rugby W

## Palmarès
- Coppe del mondo: 2
Sudafrica: 2019, 2023
- Rugby Championship: 1
Sudafrica: 2019
- Challenge Cup: 1
Sharks: 2023-24
- Currie Cup: 2
Western Province: 2012, 2014